# Isidoro De la Sota
Isidoro De la Sota fue el segundo ciudadano en ocupar el cargo de intendente del partido de Junín, Argentina, en 1889.
Ante la renuncia del gobernador de la provincia de Buenos Aires, Carlos Tejedor, asume como interventor federal el General José María Bustillo, designado por el presidente de la República, Nicolás Avellaneda. El nuevo gobernador nombra como delegado en Junín con el cargo de Juez de Paz y Presidente de la Municipalidad a Isidoro De la Sota, quien asume el 18 de enero de 1889.
Isidoro De la Sota es recordado en Junín con una importante avenida que lleva su nombre. Nace en Rivadavia al 1150 y se extiende hacia el sudoeste entre los barrios General San Martín y Almirante Brown, y entre La Celeste y San Jorge, cruzando la Ruta Provincial 65 hasta la calle Gurrieri en el barrio Martín Miguel de Güemes.